# Яблочна Олена Анатоліївна
Олена Анатоліївна Яблучна (рос. Елена Анатольевна Яблочная; 17 вересня 1970, Сургут) — російська і українська акторка театру, кіно та дубляжу.

## Біографія
Олена Яблучна народилася 17 вересня 1970 року у Сургуті.
У 1987 році закінчила студію при театрі імені Івана Франка (акторський факультет, курс Народної артистки України Ю. С. Ткаченко).

### Творчість
Працювала в Київському театрі юного глядача, потім — у театрі російської драми імені Лесі Українки.
З 2002 по 2022 рік Олена Яблучна грала в трупі Національного українського драматичного театру імені Івана Франка.
Двічі знімалась у рекламі. У 2013 році зіграла головну роль в рекламному ролику «Чиста лінія», а в 2016 році — маму у ролику «Ощадбанку». Займалась дубляжем та озвученням російською та українською мовами.
У 2022 році від початку повномасштабного вторгнення Росії проти України, покинула Україну та повернулася на батьківщину до Росії, продовжує там будувати свою кар'єру акторки, знімається в різних російських фільмах та серіалах.

### Ролі в театрі
Національний академічний драматичний театр імені Івана Франка
- «Назар Стодоля» — Галя
- «Кармен» — блондинка
- «Ех, мушкетери, мушкетери» — бабуся
- «Шельменко-денщик» — Прісенька
- «Брати Карамазови» — Сеня
- «Батько» — Луїза
- «Кіт — чарівник» — Віолетта
- «Новорічна Одіссея» — Снігуронька
- «Той, хто з неба впав» — Килина
- «У неділю рано, зілля копала» — Дубиха

театр «Сузір'я»:
- «Едіт Піаф. Життя в кредит» — Мадлен Асс

### Ролі в кіно
- 2024 — Молот відьм — Світлана
- 2024 — Чотири четверти — медсестра у школі
- 2023 — Я обіцяю мовчати — Раїса Сергіївна
- 2023 — Шифр-4 — Наталя Авакова
- 2023 — Швидка допомога-6 — Олена
- 2023 — Плейліст волонтера — Світлана
- 2023 — Піщеблок-2 — мама дівчини на візку
- 2023 — Мосгаз. Остання справа Черкасова — провізор
- 2023 — Всім вітрами назло — директор музичної школи
- 2022 — Старе піаніно — Олена Ігорівна
- 2021 — Вибачити собі — Світлана
- 2021 — Лікар Надія — Алла Федорівна, кардіолог
- 2021 — Джек & Лондон — Олена
- 2021 — Грім серед ясного неба — Тетяна Андріївна
- 2021 — Без тебе — Ольга
- 2021 — Сашка — епізод
- 2020 — Мавки — епізод
- 2020 — Се ля ві — Ірина
- 2020 — Брати по крові-2 — Кисельова, мати Артема
- 2019 — Шукаю тебе — Олена
- 2019 — Невипадкові зустрічі — Варвара
- 2019 — Нежіноча праця — Дружина Наливайко
- 2019 — Як довго я на тебе чекала — Зоя Володимирівна, гінеколог
- 2019 — Сонячний листопад — Валентина
- 2018 — Найкращий чоловік — епізод
- 2018 — Жити заради кохання
- 2018 — Аметистова сережка — медсестра
- 2017 — Дівчина з персиками — Катерина Петрівна, тітка Ганни
- 2017 — Благі наміри — продавчиця книг
- 2016 — Центральна лікарня — Ганна Сергіївна Савельєва, мати Максима
- 2016 — Хазяйка — Надія
- 2016 — Село на мільйон — Наталя, мати Катерини, дружина Степана
- 2016 — Лист надії — начальниця Віри
- 2016 — Громадянин Ніхто — касирка банку
- 2015 — Відділ 44 — Баталова (у 5-й серії «Сестри по крові»)
- 2014 — Дізнайся мене, якщо зможеш — епізод
- 2014 — Підміна в одну мить — епізод
- 2014 — Справа для двох — медсестра
- 2014 — Все повернеться — Корнєєва
- 2014 — Вітер в обличчя — Катерина, гінеколог
- 2014 — Братерські узи — Антоніна Сергіївна, дружина Слепенкова
- 2014 — Брат за брата-3 — Ганна Воронцова
- 2013 — Птах у клітці — епізод
- 2013 — Самотні серця — епізод
- 2012 — Жіночий лікар — Мирослава Крижанівська (у 24-й серії «Дитинство суворого режиму»)
- 2012 — Дочка баяніста — дівиця в ресторані
- 2011 — Маленька танцівниця (Little Dancer)
- 2010 — Маршрут милосердя — епізод
- 2010 — Єфросинія (всі сезони) — епізод
- 2007 — Повернення Мухтара-4 — Любов Іванівна Волкова (у 34-й серії «Щастя та любові»)
- 2005 — Непрямі докази — Конєва
- 2005 — Золоті хлопці — епізод
- 2003 — Чисті ключі — провідниця
- 2003 — Леді Мер — епізод
- 2002 — Дружна сімейка — господарка детективного агентства (у 15-й серії «Приватний детектив»)
- 2002 — Лялька — епізод
- 2001 — Слід перевертня — Маша Авдєєва
- 1998 — Два місяці, три сонця — епізод